# Przedłużek
Przedłużek – kartka trwale połączona z wekslem i stanowiąca jego integralną część.